# 後頭動脈胸鎖乳突筋枝
後頭動脈胸鎖乳突筋枝（こうとうどうみゃくきょうさにゅうとつきんし）は、頭頸部の動脈の一つで、後頭動脈の枝。後頭動脈の起始近くで分岐するが、まれに外頸動脈から直接分岐することもある。
舌下神経を超えて下後方に進み、副神経とともに胸鎖乳突筋の中へ入る。

## 関連事項
- 人間の動静脈一覧

この記事にはパブリックドメインであるグレイ解剖学第20版（1918年）556ページ本文が含まれています。